# Pabellón Universitario de Navarra
El pabellón de la Universidad Pública de Navarra, es un recinto polideportivo dentro de las Instalaciones Deportivas de la UPNA, que se encuentra en la ciudad de Pamplona, en la comunidad foral de Navarra (España).
Fue utilizado por el equipo de balonmano San Antonio y por club de fútbol sala Xota Fútbol Sala, para jugar sus partidos locales. También disputaban partidos los equipos federados del Club Deportivo Universidad Pública de Navarra en algunas modalidades deportivas como fútbol sala o baloncesto.
Fue inaugurado a finales del año 2000 y se estrenó con una competición de alto nivel, la primera Supercopa de Europa que jugaba el San Antonio. Tiene un aforo para 3.000 personas, ampliable hasta 3.500.
Fue utilizado también por el antiguo Basket Navarra Club.